# Саат кула (Прилеп)
Саат кула (на македонска литературна норма: Саат кула) е часовниковата кула в град Прилеп, днес Северна Македония.
Кулата е изградена между 1825 и 1826 година от прилепския зидар Петър (Перо) Лауц и Христо Тасламичев, по искане на Саид ага. Висока е около 40 m, а с колоните и конуса достига до 55 m. Реставрирана е веднъж през 1836 - 1837 година и втори път през 1896 - 1897 година, като часовник и е сложен през 1858 година. Това е отбелязано в надпис на входа. В задната част на кулата има чешма, а на предната - плоча с надпис на арабски. Кулата е обявена за паметник на културата.